# Оломоуцько-Брненська єпархія
Оломоуцько-Брненська єпархія (чеськ. Olomoucko-brněnská eparchie Pravoslavné církve v českých zemích a na Slovensku) — єпархія Православної церкви чеських земель і Словаччини з центром у місті Оломоуць. Кафедральним храмом є собор святого Ґоразда. З 2014 року очолюється архієпископом Симеоном (в миру Яковлевич).

## Історія
Оломоуцько-Брненська єпархія як самостійна існує з 7 грудня 1949 року. Раніше вона була частиною Чеської православної єпархії (див. Празька єпархія). На момент утворення єпархії на її території знаходилося 15 громад, якими опікувалися 14 священиків.
Першим єпископом Оломоуцької єпархії став сподвижник святителя Ґоразда протоієрей Честмір Крачмар. Він був висвячений на єпископа 5 лютого 1950 в Оломоуці митрополитом Єлевферієм (Воронцовим), митрополитом Миколаєм (Ярушевичем) та архієпископом Макарієм (Оксіюком). Через рік після утворення окремої єпархії у ній діяло вже 24 парафії.
Владика Честмир управляв єпархією протягом чотирьох років, після чого змушений був залишити кафедру через конфлікт із світською владою. На його місце був обраний прот. Мікулаш Келлі з Пряшівської єпархії (один з колишніх греко-католицьких священиків), що прийняв у чернецтві ім'я Климент. Він обіймав кафедру до 1959 року.
З 1959 по 1982 рік кафедра залишалася вільною, в результаті чого єпархія прийшла в запустіння. У 1982 році Оломоуцький-Брненським єпископом став преосвященний Никанор (Юхимюк), що займав з 1980 Михайлівську кафедру.
Після повернення єпископа Никанора у 1987 році в юрисдикцію Московської Патріархії, єпископом Оломоуцько-Брненським був обраний ігумен Христофор (Пулец). Його єпископська хіротонія відбулася 17 квітня 1988 року в Оломоуцькому кафедральному соборі св. Ґоразда I. У 1988 році до складу єпархії входило 20 громад, якими опікувалися 13 священнослужителів.
У 2000 році число парафій сягнуло 30, а священнослужителів — 47. Після смерті митрополита Дорофея єпископ Христофор став архієпископом Празьким. 8 квітня 2000 на єпархіальних зборах єпископом Оломоуцький-Брненським був обраний Симеон, що з 1998 року був єпископом Маріаньсколазенським, вікарієм Празької єпархії. Результати виборів були затверджені Священним Синодом Православної церкви Чеських земель і Словаччини. 9 квітня 2000 відбулася інтронізація єпископа Симеона на Оломоуцько-Брненську кафедру.

## Ієрархія
Правлячі архієреї:
1. Честмир (Крачмар) (5 січня 1950–1954)
2. Климент (Келлі) (1954–1959) 
З 1959 до 1982 рік кафедра вільна
3. Никанор (Юхимюк) (1982–1987)
4. Христофор (Пулець) (17 квітня 1988 — 25 березня 2000)
5. Симеон (Яковлевич) (9 квітня 2000 — 19 березня 2024)

Вікарний єпископ:
- Ісая (Сланінка)

## Устрій
На початку 2000 на території Оломоуцько-Брнєнської єпархії було розташовано 23 храми (з них 1 у спільному користуванні з Римо-католицькою церквою, 1 — з Чехословацькою гуситською церквою) і 9 каплиць, об'єднаних у 30 парафій. Зараз парафії розділені на 4 протопресвітерати (деканати). 3 монастирі (чоловічий святого Ґоразда в Грубе Врбце, жіночий Успіння Пресвятої Богородиці у Вілемові і монастир Святої Княгині Чеської Людмили). У 2018 році було 31 парафій.
Кафедральний храм: св. Ґоразда, учня Мефодія (боковий вівтар Успіння Пресвятої Богородиці, у крипті — вівтар новомученика Ґоразда II, єпископа Чеського). Адреса: Майдан Ґоразда, 772 00, Оломоуць.
Єпархіальне управління: виконувач обов'язків біскуп шумперський

### Сайти
- (чеськ.) http://www.ob-eparchie.cz Офіційні сторінки Оломоуцько-Брнєнської єпархії Православної церкви в чеських землях і в Словаччині
- (чеськ.) http://pp-eparchie.cz/ Офіційні сторінки Празької православної єпархії